# Rebecca Gilling
Rebecca Gilling (Castlecrag, 3 novembre 1953) è un'attrice australiana, attiva - sia in campo cinematografico, sia, soprattutto, in campo televisivo - principalmente tra la metà degli anni settanta e la fine degli anni ottanta-inizio degli anni novanta.
Complessivamente, tra cinema e televisione, ha partecipato ad oltre una ventina di differenti produzioni.   Tra i suoi ruoli più noti, figurano quello di Robbie Dean nella serie televisiva Glenview High (1977-1979) e quello di Stephanie Harper nel serial televisivo Ritorno a Eden (Return to Eden, 1983-1986).
Ha anche condotto il programma televisivo australiano Our House.

## Filmografia

### Cinema
- Number 96 (1974)
- Stone (1974)
- Il dragone vola alto (The Man from Hong Kong, 1975)
- Terra selvaggia (The Naked Country), regia di Tim Burstall (1985)
- Feathers (1987)
- Heaven Tonight (1990)
- Not Quite Hollywood: The Wild, Untold Story of Ozploitation!, regia di Mark Hartley (2008)

### Televisione
- Silent Number - serie TV, 1 episodio (1975)
- Armchair Cinema - serie TV, 1 episodio (1975)
- Secret Doors - film TV (1976)
- Chopper Squad - serie TV, 1 episodio (1976)
- Glenview High - serie TV, 39 episodi (1977-1979)
- Dottori agli antipodi (The Young Doctors), serie TV, 7 episodi (1979-1981)
- Holiday Island - serie TV, 2 episodi (1981)
- Watch This Space - serie TV (1982)
- Wandin Valley - serie TV, 2 episodi (1982)
- Ritorno a Eden (Return to Eden) - miniserie TV + serial TV (1983-1986)
- City West - serie TV (1984)
- Five Mile Creek - serie TV, 1 episodio (1985)
- The Blue Lightning - Sulle tracce della pietra blu (The Blue Lightning) - film TV, regia di Lee Philips (1986)
- Danger Down Under - film TV (1988)
- A Dangerous Life - miniserie TV (1988)
- The Saint: Fear in Fun Park - film TV (1989)
- The Paper Man - miniserie TV (1990)
- G.P. - serie TV, 1 episodio (1993)

## Programmi televisivi
- Our House - conduttrice

## Doppiatrici italiane
Rebecca Gilling è stata doppiata da:
- Serena Verdirosi ne Il dragone vola alto/Il drago di Hong Kong[5]
- Maria Teresa Letizia in Ritorno a Eden[3][6]